# Хованская улица (Москва)
Хова́нская у́лица — небольшая улица на севере Москвы, в Останкинском районе Северо-Восточного административного округа, от 1-й Останкинской улицы на север до ВДНХ. Раннее название — Александровская улица — было дано в память о посещении в середине XIX века императором Александром II подмосковного имения Останкино графа Шереметьева. В 1922 году улица получила название дороги, которая вела из Останкина в село Леоново, некогда принадлежавшее князьям Хованским.

## Расположение
Хованская улица проходит с юга на север, начинается от 1-й Останкинской улицы, пересекает Прасковьину улицу, 2-ю Останкинскую улицу, вновь Прасковьину и заканчивается у Хованского входа ВДНХ.

## Примечательные здания и сооружения
По нечётной стороне:
- № 3 — Общественное объединение космонавтов Ассоциация «Космос». Здесь жили лётчики-космонавты К. П. Феоктистов[1], Г. С. Титов[2], Г. М. Стрекалов[3].
- № 15А — УВД СВАО, Управление вневедомственной охраны 3-й отдельный батальон милиции;

По чётной стороне:
- № 6 — санаторно-курортное объединение Союзкурорт; медицинский центр «Диавакс»; агрофирма «Цветущий сад»